# قالی قوبا

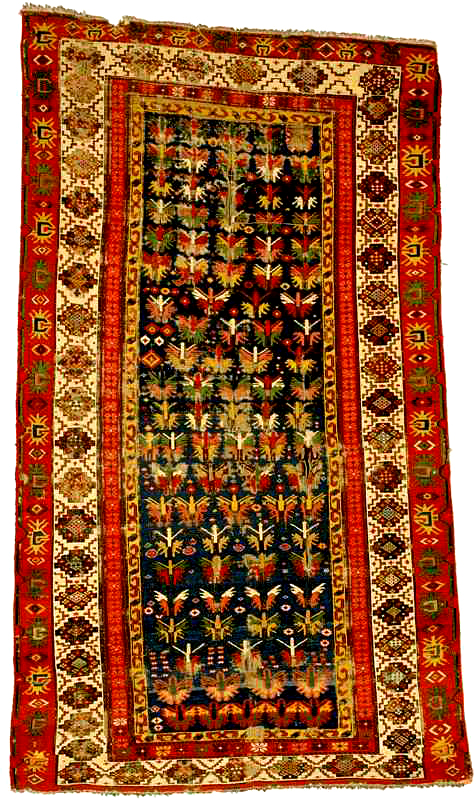
قالی قوبا

قالی قوبا نوعی از قالی آذربایجانی واقع در جغرافیای قفقاز در نواحی نزدیک شهر قوبا در شمال جمهوری آذربایجان بافته می‌شود. این نوع قالی در روستاهای مجاور این منطقه نیز بافت می‌شود. قالی قوبا به عنوان یک گروه؛ ظریف و ریزترین فرش‌های قفقازی منگوله دار، که طراحی گل بسیار دارد در یک زمینه آبی یا عاج هستند را نشان می‌دهند و در وسط قالی طرح‌های خرچنگ و بهار را تولید می‌کنند.